# Antigona (Traetta)
Antigona è un'opera lirica in tre atti in italiano del compositore Tommaso Traetta, composta nel 1772. Il libretto dell'opera, di Marco Coltellini, è basato sulla tragedia Antigone di Sofocle.

## Storia
L'Antigone debuttò al Teatro imperiale di San Pietroburgo l'11 novembre 1772.

## Ruoli
| Personaggio | Ruolo               | Timbro vocale | Prima, 1772         |
| ----------- | ------------------- | ------------- | ------------------- |
| Antigona    | Principessa di Tebe | soprano       | Caterina Gabrielli  |
| Ismene      | Sua sorella         | soprano       | Francesca Gabrielli |
| Creonte     | Loro zio materno    | tenore        | Antonio Prati       |
| Emone       | Suo figlio          | castrato      | Angiolo Monanni     |
| Adrasto     | Magnate tebano      | tenore        | Antonio Amati       |

## Riassunto

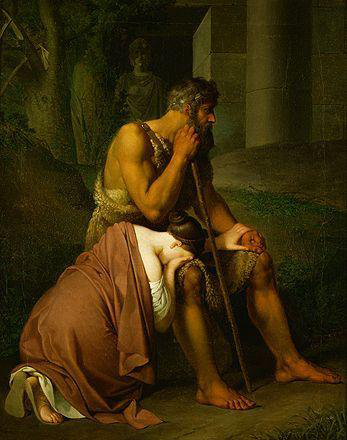
Edipo e Antigone di Johann Peter Krafft (1809)

### Storia e contesto
Lo sfondo dell'opera è il mito di Edipo Re. Edipo è stato cacciato da Tebe, la città di cui era re, dopo che si è scoperto che aveva ucciso suo padre e sposato sua madre. Ha lasciato quattro figli: Eteocle, Polinice, Antigone e Ismene. Creonte, cognato di Edipo, dichiara che il trono vacante di Tebe sarà ora condiviso dai due figli, Eteocle e Polinice, che regneranno alternativamente, ma i due hanno litigato. Per evitare una guerra, Creonte decreta che i due dovranno combattere in un duello per decidere chi sarà il re.

### Atto 1
Eteocle e Polinice (rappresentati da ballerini di danza classica) combattono in un duello all'ultimo sangue e si uccidono a vicenda. Adraste offre ora la corona a Creonte, che dichiara che Eteocle sarà sepolto con tutti gli onori. Polinice, invece, non sarà sepolto perché ha iniziato una guerra contro Tebe senza ottenere ciò che voleva. Le sorelle di Polinice, Antigone e Ismene, sono sconvolte. Antigone decide di seppellire il fratello nonostante il decreto di Creonte. Ismene spera che Emone, il figlio di Creonte (innamorato di Antigone), riesca a persuadere il padre a mostrare pietà per il defunto Polinice.

### Atto 2

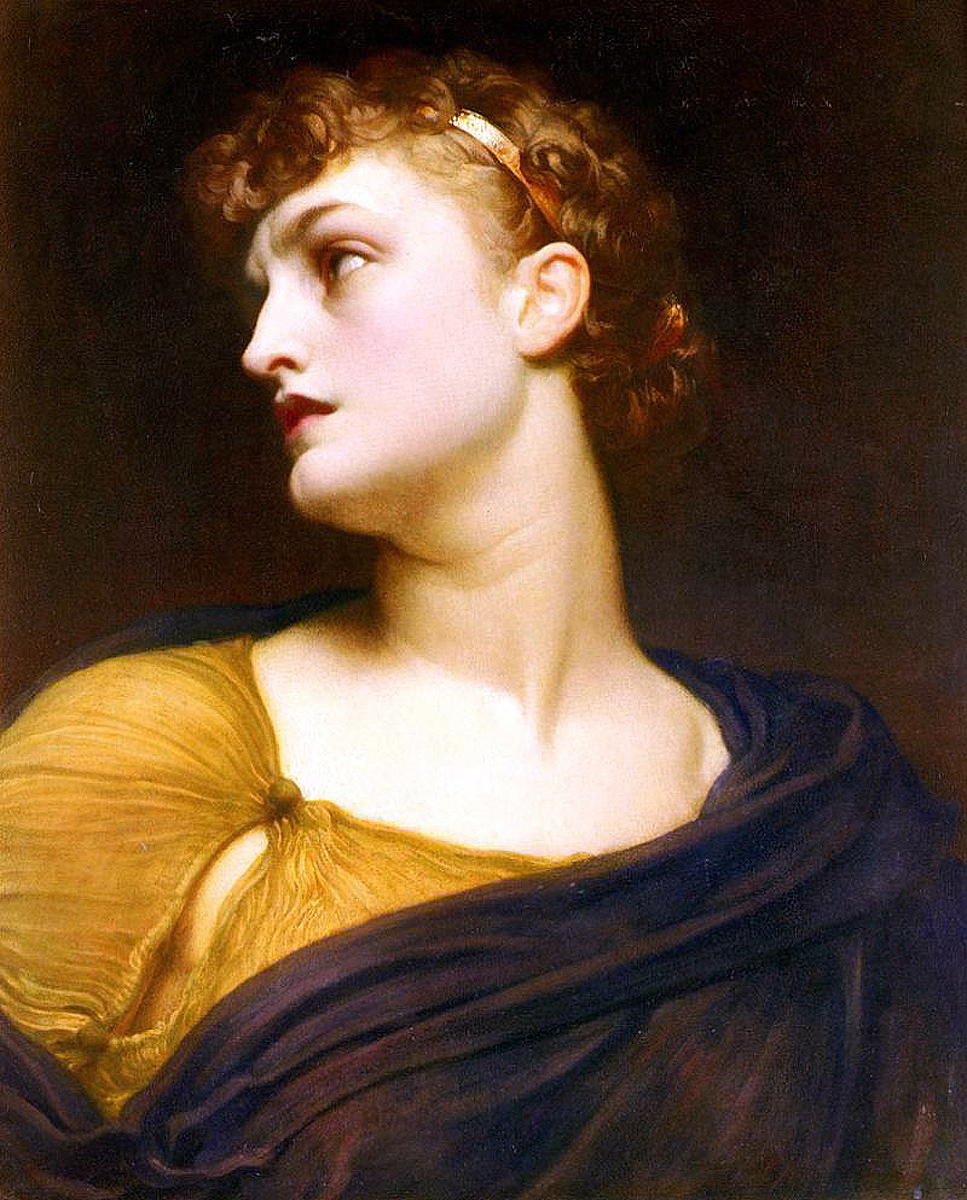
L'Antigone di Frederic Leighton, 1882

Antigone crema Polinice di notte. Emone viene ad avvertirla poco prima che Adraste e le sue guardie arrivino. Adraste si rende conto che gli ordini di Creonte sono stati disobbediti. Crede che Emone sia il colpevole e lo arresta. Creonte lo condanna a morte, ma Antigone arriva per spiegare che la cremazione è opera sua. Creonte la condanna a essere murata viva in una caverna.

### Atto 3
Creonte e i Tebani assistono alla muratura di Antigone nella caverna. Adraste porta la notizia che Emone si è apparentemente suicidato. Creonte torna di corsa a Tebe. Ma Emone è sopravvissuto e raggiunge la caverna dove intende morire con Antigone. Riesce a raggiungerla attraverso una fessura nella roccia. Mostra il pugnale che ha portato, che permetterà a entrambi di avere una morte rapida ed evitare la lenta morte per fame. In quel momento si sente un rumore, i soldati stanno abbattendo il muro. Creonte si è pentito della sua azione e ha revocato la condanna a morte. Chiede ad Antigone e a Eamone di perdonare la sua durezza. L'opera si conclude con una cerimonia di matrimonio per i due amanti salvati.

## Incisioni
- Antigona – María Bayo, Anna Maria Panzarella, Carlo Vicente Allemano, Laura Polverelli, Gilles Ragon, Les Talens Lyriques, diretta da Christophe Rousset (Decca, 2000)

## Approfondimenti
- (EN) Amanda Holden (a cura di), Viking Opera Guide, Viking, 1993.
- Corago, su corago.unibo.it, Bologna, Università di Bologna, DOI:10.6092/UNIBO/CORAGO. URL consultato il 30 marzo 2025.